# Gilbert de Maillé
Gilbert de Maillé est un prélat français, évêque de Tours de 1118 à 1125. Il est le fils de Hardouin de Maillé, bienfaiteur de l'abbaye de Marmoutier, et de Beatrix, sœur d'Odon de Tours. Il serait mort en 1125 : Son successeur fut Hildebert de Lavardin.